# Skuogejávrre
Skuogejávrre, enligt tidigare ortografi Skuokejaure, är en sjö i Gällivare kommun i Lappland som ingår i Luleälvens huvudavrinningsområde. Sjön har en area på 2,69 kvadratkilometer och ligger 629 meter över havet. Sjön avvattnas av vattendraget Svártijåhkå.

## Delavrinningsområde
Skuogejávrre ingår i det delavrinningsområde (753940-155111) som SMHI kallar för Utloppet av Skuokejaure. Medelhöjden är 849 meter över havet och ytan är 29,03 kvadratkilometer. Räknas de 6 avrinningsområdena uppströms in blir den ackumulerade arean 98,04 kvadratkilometer. Svártijåhkå som avvattnar avrinningsområdet har biflödesordning 3, vilket innebär att vattnet flödar genom totalt 3 vattendrag (Sårgåjåhkå, Stora Luleälven, Luleälven) innan det når havet efter 397 kilometer. Avrinningsområdet består mestadels av kalfjäll (91 procent). Avrinningsområdet har 2,72 kvadratkilometer vattenytor vilket ger det en sjöprocent på 9,3 procent.